# Rhodostrophia philolaches
Rhodostrophia philolaches là một loài bướm đêm trong họ Geometridae.